# 49 Andromedae
49 Andromedae este o stea din constelația Andromeda.